# Choutuppal
Choutuppal là một thị trấn thống kê (census town) của quận Nalgonda thuộc bang Andhra Pradesh, Ấn Độ.

## Nhân khẩu
Theo điều tra dân số năm 2001 của Ấn Độ, Choutuppal có dân số 14.071 người. Phái nam chiếm 50% tổng số dân và phái nữ chiếm 50%. Choutuppal có tỷ lệ 65% biết đọc biết viết, cao hơn tỷ lệ trung bình toàn quốc là 59,5%: tỷ lệ cho phái nam là 73%, và tỷ lệ cho phái nữ là 58%. Tại Choutuppal, 15% dân số nhỏ hơn 6 tuổi.